# Colombo (Brasile)
Colombo è un comune del Brasile nello Stato del Paraná, parte della mesoregione Metropolitana de Curitiba e della microregione di Curitiba. È la maggior colonia italiana dello Stato. Si trova a 18 km dalla capitale dello Stato Curitiba.
L'economia si basa sull'industrie estrattive di calce e calcare e sull'agricoltura con la produzione ortofrutticola.

## Storia
Il popolamento di Colombo, che fa parte della regione metropolitana di Curitiba, è iniziata nel 1878 quando un gruppo di coloni italiani arrivarono dalla città di Morretes. Il comune venne creato dal decreto statale n. 11 dell'8 gennaio 1890, e si installò il 5 febbraio dello stesso anno. Il territorio si è scisso da quello del vicino comune di Curitiba.